# 이투스교육
대한민국의 온·오프라인 교육 플랫폼 기업이다. 1993년 개원한 청솔학원과 2000년 설립된 (주)이투스그룹이 2009년 합병돼 만들어졌으며, 이듬해 이투스교육으로 상호로 변경했다. 고등 온라인 강의 전용 브랜드인 이투스와 청솔학원·강남하이퍼학원 등의 오프라인 학원 운영, 입시 분석 및 중고등 학습참고서 출판을 주사업으로 하고 있다. 2022년 5월 1일 부로 교육사업 부문과 관련된 일체의 사업부문이 인적분할돼 이투스에듀(주)가 설립됐다.

## 역사

### 이투스
2000년 설립된 (주)엔포유에듀케이션이 2001년 1월 ㈜이투스그룹으로 사명을 변경했다. 2004년 대한민국 교육브랜드 대상에서 2개 부문(온라인 중고등교육 부문, 수능 전문 출판 부문) 대상을 수상했으며, 2005년 코리아에듀를 인수 합병했다. 2006년 3월 1일 자로 에스케이커뮤니케이션즈㈜에 인수 합병돼 사업부로 편입됐고, 2008년 11월 1일 SK커뮤니케이션즈의 자회사로 분리돼 ㈜이투스가 신규 설립됐다. 이후 SK커뮤니케이션즈는 청솔학원에 지분 100%를 500억 원에 매각했다.

### 청솔학원
1993년 5월 15일 강남청솔학원이 개원했으며, 1998년 4월 8일 ㈜청솔학원으로 법인 등록했다. 2001년과 2003년, 2005년, 2007년에 분당청솔학원, 평촌청솔학원, 강북청솔학원, 부천청솔학원이 차례로 개원했다. 2009년 10월 (주)이투스를 인수한 이후 2010년 10월 (주)이투스교육으로 상호를 변경했다.

### 이투스교육(現 이투스에듀)
2010년에 기숙학원인 양평캠퍼스와 비봉캠퍼스를 개원했으며, 2013년에는 청솔학원 개원 20주년을 맞아 기숙학원을 확장 이전 및 신규 개원했다. 2014년에 최상위권 전문 재수종합학원인 하이퍼학원을 런칭했고, 자회사 이투스ECI(주)를 출범해 이투스247학원을 런칭했다. 이러한 성장으로 2015년 수능 인강 업계 1위를 달성했다(매출액 기준). 2022년 5월 교육사업 부문과 관련된 일체의 사업부문이 인적분할돼 이투스에듀(주)가 설립됐다.

## 사업 분야

### 온라인 교육
- 이투스 : 고등 온라인 강의 전용 브랜드로, 'Easy To Study'의 줄임말. 개념부터 심화, 기출 등 내신과 수능 성공을 위한 다양한 강의 콘텐츠 및 서비스를 제작, 지원하고 있다. 정승제, 이지영, 김민정, 주혜연, 박상현, 안성진,, 강윤구, 김범구 등 과목별로 수험생들에게 인기 있는 스타 강사가 다수 포진해 있으며, 매년 강의력이 검증된 우수 강사들을 영입해 학생들에게 국내 최고 수준의 강의를 제공한다. 다년간 쌓아온 입시 노하우와 방대한 학습 데이터를 기반으로 입시 업계 최초로 에듀테크 기술을 활용한 ‘AI 기반 추천 강좌 서비스’를 개발해 제공 중이며, 강좌 업데이트와 Q&A 답변 현황, 입시 학습 정보 등을 안내 하는 ‘알림톡 서비스’도 업계 최초로 운영하고 있다. 전 학년, 전 강좌 무제한 수강이 가능한 ‘이투스 패스’ 등 각종 콘텐츠와 학습 서비스를 운영하며 학생들이 쉽고 효과적으로 목표 대학에 진학할 수 있도록 지원하고 있다.

### 오프라인 교육
- 청솔학원 : 1993년 개원해 오랜 역사와 전통을 갖춘 ‘대한민국 대표 대입 전문 종합학원’이다. 이투스에듀의 우수한 콘텐츠와 인프라, 스타 강사 라인업을 바탕으로 최상의 교육 서비스를 제공하며 지역 내 대표 대입학원으로 자리 잡고 있다. 자신이 원하는 수업을 선택해 수강할 수 있는 ‘100% 개인 맞춤 학습’과 전략 담임의 밀착 케어로 대입 성공을 지원한다. 오랜 대입 노하우를 바탕으로 고등 단과도 운영 중이며, 수험생과 학부모를 위해 입시 설명회도 수시로 개최하고 있다.
  - 강북청솔학원
  - 분당청솔학원
  - 평촌청솔학원
  - 일산청솔학원
  - 일산청솔학원 네오관
  - 부천청솔학원
  - 강남청솔기숙학원(기숙)

- 강남하이퍼학원 : 2014년 런칭한 ‘최상위권 전문 대입학원’으로 최상위권 학생들의 니즈를 반영한 학습 시스템으로 운영된다. 최상위권을 위한 다양한 강의를 제공하고 있으며, 수강생들은 본인에게 필요한 수업만을 선택해 효율적으로 수능을 대비할 수 있다. 전문적인 학습 분석을 통해 빠르게 약점을 발견하고 콘텐츠로 보완할 수 있는 ‘콘텐츠 큐레이팅’을 제공하고 있으며, 체계적인 관리까지 더해져 학생들의 학습 밸런스를 최상으로 유지하고 있다. 전략 담임과 이투스에듀의 입시 노하우 및 데이터가 집약된 강남 지역 입시센터 ‘입시ZONE’을 통해 전국 의치한수에 2,606명, SKY∙KAIST에 2,187명을 진학시켰다(복수합격자 포함, 2023.3. 기준)
  - 강남하이퍼학원 본원
  - 강남하이퍼학원 의대관
  - 강남하이퍼학원 목동관
  - 강남하이퍼학원 기숙학원
  - 강남하이퍼학원 기숙의대관
- 이투스ECI(이투스24/7학원)

### 입시 컨설팅
- 이투스 교육평가연구소 : 이투스에듀의 입시 분석 기관이다. 온·오프라인 입시설명회를 개최하며, 수험생과 학부모의 니즈를 파악해 연 25종의 입시 발간물 및 콘텐츠를 제작, 제공하고 있다. 이투스 홈페이지 내 입시채널과 네이버 밴드, 유튜브 등 다양한 플랫폼을 운영해 양질의 입시∙학습 정보를 제공하며, 수집∙가공된 데이터를 분석해 수험생들이 원하는 대학에 합격할 수 있도록 지원한다.

### 출판 및 콘텐츠
- 이투스북 : 이투스에듀의 출판 브랜드로 ‘선생님은 가르치기 쉽고, 학생은 빠르게 배우는 책’을 모토로 중고등용 학습 참고서를 제작해 학원, 학교, 온∙오프라인 서점으로 유통한다. 또한 이투스에듀 산하 학원 재원생을 위한 다양한 학습 콘텐츠를 개발∙제공하고 있으며, 전국 단위의 <이투스 전국 모의고사>를 연 8회 이상 시행(고3 기준)하고 있다. 이투스북은 최근 교육 트렌드에 맞춘 콘텐츠 개발 및 확장, 통합 학습 앱 운영 등을 통해 콘텐츠 플랫폼화에 집중하고 있다. 특히 소비자의 니즈에 맞는 콘텐츠와 서비스를 제공하기 위해 ‘연간검토단’을 운영 중이며, 4천여 명의 교·강사 선생님이 저자 및 검토위원으로 활동하고 있다.

## 법적 소송

### 청솔학원 상표 사용
이투스교육은 법무법인 한결을 통해 자사가 운영하는 입시학원 ‘청솔학원’의 서비스표권을 무단으로 사용한 학원을 상대로 침해금지 가처분 신청을 제기해 2010년 10월 12일과 2011년 1월 20일 두 차례에 걸쳐 서울중앙지방법원에 의해 받아들여졌다. 대상 학원은 경기도 광주시 소재의 ‘청솔기숙학원본원-광주’, 경기도 양주시 소재의 ‘일영청솔기숙학원’, 경기도 용인시 소재의 ‘용인청솔학원’ 등 세 곳으로 해당 학원은 더 이상 청솔학원의 서비스표를 사용하여 입시학원을 운영할 수 없으며 인터넷 웹페이지, 내·외부 간판, 표찰, 인쇄물, 카탈로그, 광고선전물에도 사용할 수 없게 됐다.

### 비타에듀의 영업 방해
이투스교육은 온라인 학원 비타에듀를 운영하는 고려이앤씨와 계약이 끝난 10여명의 유명 강사들과 2011년부터 계약을 맺었다. 이에 고려이앤씨는 피해를 입었다고 주장, 고용한 정모씨 등이 2010년 12월부터 2011년 1월까지 이투스교육의 사옥에 침입해 30분에서 길게는 2시간씩 고성을 지르고 욕설을 했다. 또한 이전에 자사와 계약한 최진기 강사가 근무하는 학원 앞에서 최씨를 만나겠다며 욕설을 하며 영업을 방해하기도 했다. 이후 이투스교육은 고려이앤씨가 15차례 이상 학원, 사무실 건물 등을 찾아와 소란을 피우고 업무를 방해했다며 손해배상 소송을 냈다. 2012년 7월 2일 서울중앙지법원 민사23부(부장판사 오기두)는 고려이앤씨가 이투스 교육에 3200여만원을 지급하라며 원고 일부승소 판결했으며, 이투스교육 직원 이모씨 등 2명에 대한 정신적 고통도 인정해 각 100만원씩을 지급하라고 판결했다. 이투스교육은 고려이앤씨로 인해 사옥 경호비 1600여만원, 최진기를 위한 경호비용 850여만원, 임원 등 호텔숙박비용 2200여만원 등 총 9100여만의 손해를 입었다고 주장했다.

### 메가스터디 비교 광고
2013년 이투스교육은 온라인 고등 분야에서 2010년 대비 2012년 시장 평균이 12% 감소하고 경쟁업체 'M사'의 매출은 30% 감소한 반면, 자사의 매출은 187% 증가해 '독보적 성장'을 보였다고 자사 홈페이지에 광고했다. 이에 메가스터디㈜는 "광고의 'M사'가 메가스터디라는 것을 누구나 알 수 있고 이투스의 관리 시스템은 결과가 입증되지 않아 우리와 비교 자체가 불가능하다"며 과장 광고를 주장하며 서울중앙지법에 이투스교육을 상대로 광고금지 가처분 신청을 냈다. 2013년 12월 18일 민사합의50부(강형주 수석부장판사)는 메가스터디의 신청을 일부 인용해 이투스교육의 광고를 금지했다. 재판부는 두 회사의 감사보고서에서 이투스는 매출이 132억원에서 380억원으로 증가한 반면, 메가스터디의 매출은 1226억원에서 861억원으로 감소해 광고에 나온 그래프가 거짓·과장된 것이 아니라고 판단했다. 그러나 이투스교육 측이 광고에서 '시장 평균치가 12% 감소했다'고 표현한 부분이 객관적·합리적 근거가 부족해 거짓·과장 광고에 해당하며, 다른 경쟁업체인 비상교육의 경우 매출 증가율이 이투스보다 높은 193%로 나타나 '독보적 성장'이라는 표현을 부당 광고로 볼 여지가 있다고 판시했다.

### 영화 방황하는 칼날 논란
2014년 4월 10일 대한민국 481개 스크린에서 개봉한 영화 방황하는 칼날에는 이투스교육의 학원 브랜드인 청솔학원이 언급되었다. 이투스교육은 청솔학원을 미성년자 성매매 알선과 살인범 은닉업체로 묘사해 이미지를 실추시켰다는 이유로 4월 14일, 법률대리인 법무법인 세한을 통해 서울중앙지방법원에 상영금지 가처분 신청을 했다. 이에 4월 15일 투자배급사인 씨제이이앤엠 주식회사는 협의를 노력 중이라 입장을 발표했다. 4월 23일 서울지방법원은 영화에 등장하는 청솔학원은 강릉시 소재로 표기되는 등 오인 소지가 낮다고 봐 상영금지 가처분 신청을 기각했다. 그러나 이투스교육은 손해배상 및 위자료 청구소송과 명예훼손 소송을 예정대로 진행키로 했다.